# Ctenotus capricorni
Ctenotus capricorni (козороговий гребневухий сцинк) — вид сцинкоподібних ящірок родини сцинкових (Scincidae). Ендемік Австралії.

## Поширення і екологія
Козорогові гребневухі сцинки мешкають в центральних районах Квінсленда, зокрема в околицях Єрихона та Армака. Вони живуть в напівпустелях, порослих спінніфексом. а також в чагарникових заростях і рідколіссях.